# ملا عبد اللطيف منصور
ملا عبد اللطيف منصور (مواليد 1968) هو قائد أفغاني بارز في حركة طالبان وعضو مركزي في فريق التفاوض في مكتب قطر. شغل منصب وزير الزراعة سابقًا، وعضو المجلس الأعلى لطالبان، وقائد شرق أفغانستان وحاكم الظل في ولاية ننكرهار في حكومة طالبان.
ولد منصور عام 1968 في منطقة جيردا سيراي بإقليم بكتيا. وهو ابن شقيق القائد نصر الله منصور وينتمي إلى قبيلة غلزائي.